# Ouvrage de Teting
L'ouvrage de Teting (souvent écrit « Téting ») est un ouvrage fortifié de la ligne Maginot, situé sur la commune de Teting-sur-Nied, dans le département de la Moselle.
C'est un petit ouvrage d'infanterie, comptant trois blocs. Construit à partir de 1931, il a été abimé par les combats de juin 1940.
Il est le dernier ouvrage à l'extrémité orientale de la région fortifiée de Metz.

## Position sur la ligne
Faisant partie du sous-secteur du Bois-des-Chênes dans le secteur fortifié de Faulquemont, l'ouvrage de Teting, portant l'indicatif A 38, est intégré à la « ligne principale de résistance » entre la casemate CORF d'intervalle du Bois-de-Laudrefang Sud (C 77) au nord et le blockhaus RFM modèle 1936 Téting Nord 5 (Ab 27) au sud-est, à portée de tir des mortiers de l'ouvrage de Laudrefang.
L'ouvrage est installé en lisière sud du bois de Teting, sur le versant du plateau.

## Description
L'ouvrage est composé en surface de trois blocs de combat, dont le plus au nord (bloc 1) n'est pas relié, laissant plus au sud un groupe de deux blocs dont l'un sert aussi de bloc d'entrée, avec en souterrain des magasins à munitions, des stocks d'eau, de gazole et de nourriture, des installations de ventilation et de filtration de l'air, une usine électrique et une caserne, le tout relié par des galeries profondément enterrées. L'énergie est fournie par deux groupes électrogènes, composés chacun d'un moteur Diesel Renault 6-115 (six cylindres, délivrant 54 ch à 750 tr/min) couplé à un alternateur. Le refroidissement des moteurs se fait par circulation d'eau.
En 2e cycle était prévue la construction d'une tourelle de 81 mm (bloc 4) et d'une entrée séparée à l'ouest.
Une casemate d'artillerie modèle STG est construite au sud-ouest de l'ouvrage, portant le nom de casemate de Teting (ACa 1), armée avec deux créneaux pour canon de 75 mm modèle 1897 flanquant vers le sud et une cloche GFM.
Le bloc 1 est une casemate cuirassée équipée avec deux cloches JM (jumelage de mitrailleuses) modifiés pour recevoir une arme mixte et une cloche GFM (guetteur fusil-mitrailleur).
Le bloc 2 est un bloc d'infanterie armé avec une tourelle de mitrailleuses transformée pour recevoir une arme mixte (par rajout d'un canon antichar de 25 mm), une cloche GFM (modèle A, modifié B) et une cloche LG (lance-grenades).
Le bloc 3 sert d'entrée et de casemate d'infanterie flanquant vers le sud, armée avec un créneau mixte pour JM/AC 47 (jumelage de mitrailleuses et canon antichar de 47 mm), un autre créneau pour JM et deux cloches GFM (dont une sert d'observatoire avec un périscope).

## Histoire
Les blocs ont été bombardés par l'artillerie allemande du 19 au 24 juin 1940, la façade du bloc 3 a été labourée par les obus, tandis que les cloches ont été prises à partie par les canons antichars allemands de 37 mm.
L'Armée française possède toujours le terrain.